# Jimmy Chamberlin
Jimmy Chamberlin (Joliet, 10 de junho de 1964) é um baterista norte-americano, mais conhecido pelo seu trabalho na banda de rock alternativo The Smashing Pumpkins. Ele foi o último a fazer parte da banda, pois era um baterista de jazz. Billy Corgan o viu tocando e como não tinham um baterista, imediatamente o chamou. 
Foi expulso da banda uma vez, porque estava na presença de John Melvoin (ex-tecladista da banda) quando este morreu, após uma overdose de heroína. Como Jimmy era viciado também, Billy Corgan, líder do Smashing Pumpkins, o expulsou, porque achava importante que ele se recuperasse. Após fazer tratamento, Chamberlin retornou à banda.